# Šerbec
Šerbec je priimek več znanih Slovencev:
- Barbara Šerbec - Šerbi (1960-2019), pevka zabavne glasbe
- Erih Šerbec (*1944), sindikalist, politik
- Jože Šerbec, muzealec (Kobariški muzej)
- Metod Šerbec, veterinar
- Uroš Šerbec (*1968), rokometaš
- Voje (Vojmil) Šerbec - Daba (1929-1983), novinar, športnik
- Zinka Šerbec, atletinja